# Chronologie de l'Autriche
Cette Chronologie de l'Histoire de l'Autriche nous donne les clés pour mieux comprendre l'histoire de l'Autriche, l'histoire des peuples qui ont vécu ou vivent dans l'actuelle Autriche.

## Préhistoire
120 000 ans avant notre ère (paléolithique moyen) : peuplement de l'arc alpin à la suite de l'ouverture d'une période interglaciaire par l'homme de Néandertal, qui disparaît 80 000 ans après. 
- 6 000 ans av. J.-C. (néolithique) : installation dans la vallée du Danube et dans les vallées alpines de populations sédentaires, d'agriculteurs-éleveurs.Poterie du style de la culture de Mondsee.

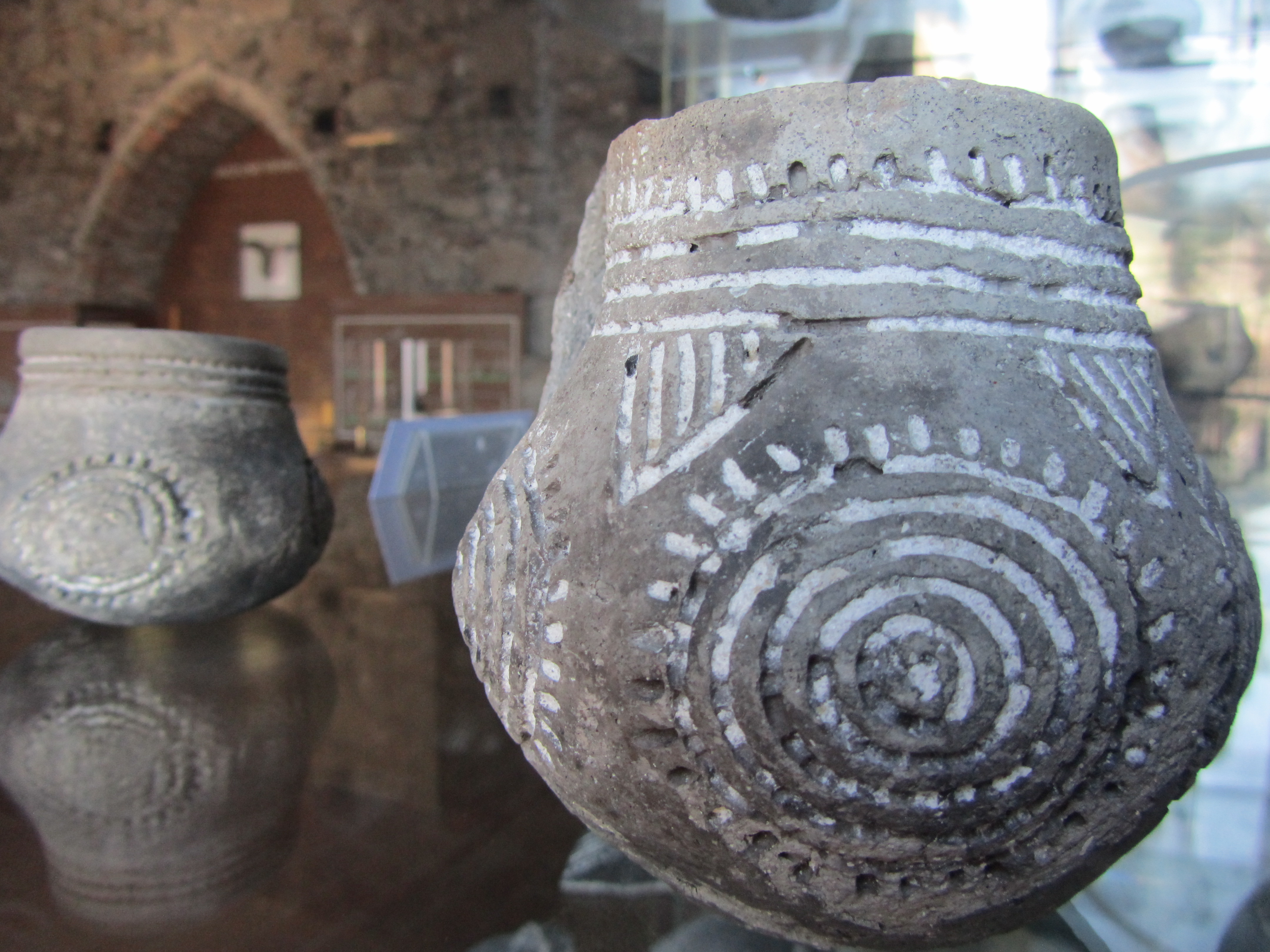
Poterie du style de la culture de Mondsee.

- 3300-3255 AEC : vie de Ötzi, premier individu connu des populations formant la culture du lac de Mondsee, découvert en 1991 à la frontière italiano-autrichienne.
- 3000 avant notre ère : immigration massive de peuples de culture Yamna, parlant des langues indo-européennes, qui remplacent entièrement les populations jusqu'ici présentes.

## Antiquité

### Domination Romaine
- IIe siècle avant notre ère : fondation du royaume de Norique, confédéré avec les peuples Taurisques, qui base sa prospérité sur le commerce de sel et de métaux.

- 48 av. J.-C. : le Norique prend parti pour César dans la guerre civile l'opposant à Pompée.
- 16 av. J.-C. : après le pillage de l'Istrie par le Norique et des tribus de Pannonie, le royaume est annexé. Il reste cependant autonome[Note 1], sous la supervision d'un procurateur.
- 375 : début des invasions germaniques.
- IVe siècle : les Slaves apportent les langues germaniques sur le territoire, après de multiples invasions.

## Moyen Âge

### Fondation de l'état
- 555 : Garibald devient le premier duc de Bavière, récupérant ce titre en épousant Waldrade, ancienne femme de Thibaut et de Clotaire Ier. Le duché comprend alors une partie de l'Autriche actuelle.
- 568 : la rive gauche du Danube se retrouve occupé par les Tchéco-Moraves et les Carentanes, populations slaves soumises aux Avars.
- 791 : Charlemagne annule le duché de Bavière et confisque ses terres à Tassilon III, après avoir conquis et vaincu les Avars. La même année, Salzbourg est fondée.
- 841 : première mention du nom de Vienne.
- 881 : première victoire des Magyars sur les Bavarois, dans les environs de Vienne.
- 907 : deuxième défaite bavaroise dans la campagne de Bratislava, ils sont contraints de céder l'intégralité des territoires à l'Est de l'Enns.
- 955 : le futur empereur Otton Ier vainc les Hongrois lors de la bataille du Lechfeld, près d'Augsbourg.

### Règne des Babenberg

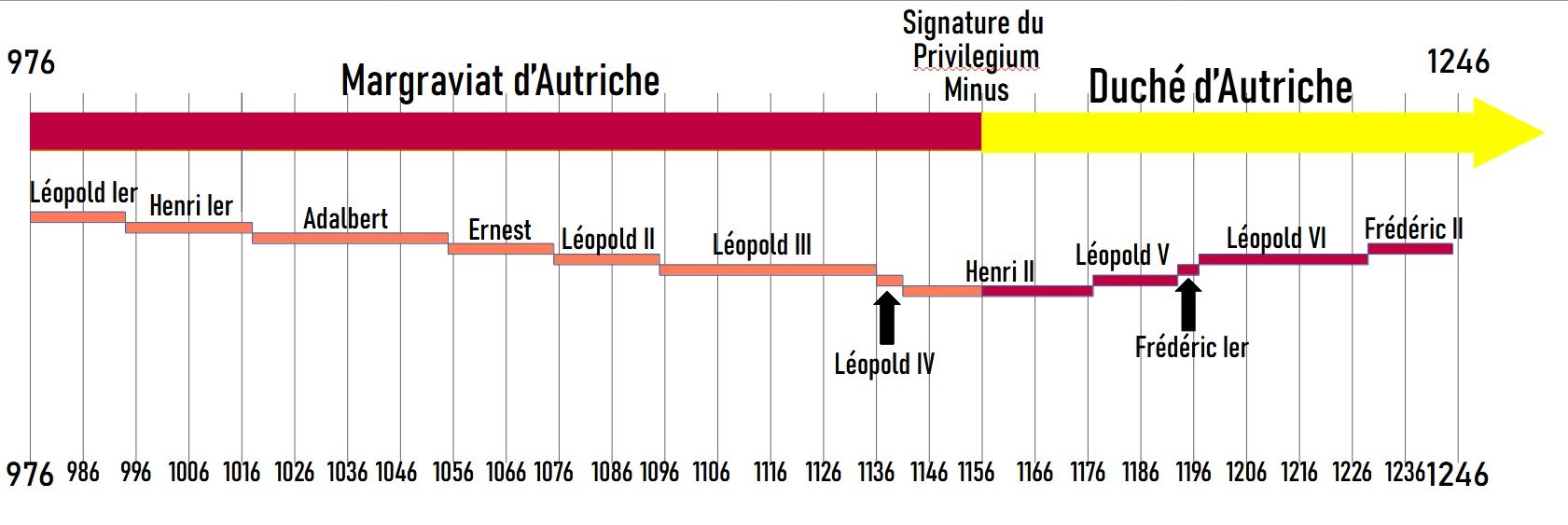
Frise chronologique montrant les différents souverains Babenberg ayant régnés sur le margraviat puis le duché d'Autriche.

#### Margrave d'Autriche
- 976 : Léopold de Babenberg est nommé comte de la marche sur le Danube.
- 996 : le territoire danubien sur lequel les Babenberg règne est désigné pour la première fois sous le nom d'Ostarrichi, qui donnera le nom "Autriche".
- 1105 : Henri V offre sa sœur Agnès de Franconie[Note 2] en mariage à Léopold III, en échange de son soutien dans sa querelle avec son père Henri IV, entérinant l'entrée des Babenberg dans la haute noblesse impériale.
- 1114 : construction du cloître et du château de Klosterneuburg par Léopold III, destiné à accueillir les sépultures de la famille. La ville devient donc de facto la première capitale d'Autriche.
- 1136 : Léopold III meurt, laissant son trône à son fils cadet Léopold IV.
- vers 1140 : un conflit opposant les Babenberg et les Welf, qui règnent sur la Bavière et la Saxe, Conrad III leur confisque la Bavière et l'offre à ses cousins autrichiens. Il était en effet fils du premier mariage d'Agnès de Franconie.

#### Fondation du duché d'Autriche
- 1156 : signature du Privilegium Minus par Frédéric Ier. Ce dernier, souhaitant se réconcilier avec la famille Welf, leur rend le duché de Bavière, et en compensation élève le margraviat d'Autriche au rang de duché. Il est considéré par beaucoup comme l'acte fondateur de l'Autriche en tant que telle.
- 1192 : Héritage de la Styrie, à la suite d'un traité passé en 1186 avec Ottokar IV qui leur promettait ses terres s'il mourrait sans héritier.